# Paul Craig Roberts
Paul Craig Roberts, född den 3 april 1939 i Atlanta, Georgia, är en amerikansk nationalekonom, författare och kolumnist. Han tjänstgjorde som biträdande finansminister under Ronald Reagans presidentperiod och är en av skaparna av den nationalekonomiska skolan Reaganomics.  Han har tidigare varit redaktör och kolumnist för bland annat Wall Street Journal och BusinessWeek.

### Notförteckning
1. ↑  Roberts, Paul Craig (10 juni 2004). "The Real Reagan Record", National Review, 31 augusti 1992,  Läst 17 juli 2013